# Американська асоціація сприяння слов'янським дослідженням
Американська асоціація сприяння слов'янським дослідженням (англ. American Association for the Advancement of Slavic Studies, AAASS) — наукове товариство, створене 1948 року, що об'єднує американських славістів. У 60–70 роки XX-го століття AAASS мала у своєму складі 2400 членів: 1500 істориків, понад 400 політологів, близько 300 фахівців з міжнародних відносин та зовнішньої політики Росії та СРСР. Асоціація видає журнали, зокрема, «Слов'янський огляд» (англ. Slavic Review).
2010 року організація змінила назву з англ. «American Association for the Advancement of Slavic Studies» (AAASS) на «Association for Slavic, East European, and Eurasian Studies» (ASEEES).
У 2025 році AAASS визнана «небажаною організацією» на території Росії.